# Carl Hanser Verlag

Logo Carl Hanser Verlag

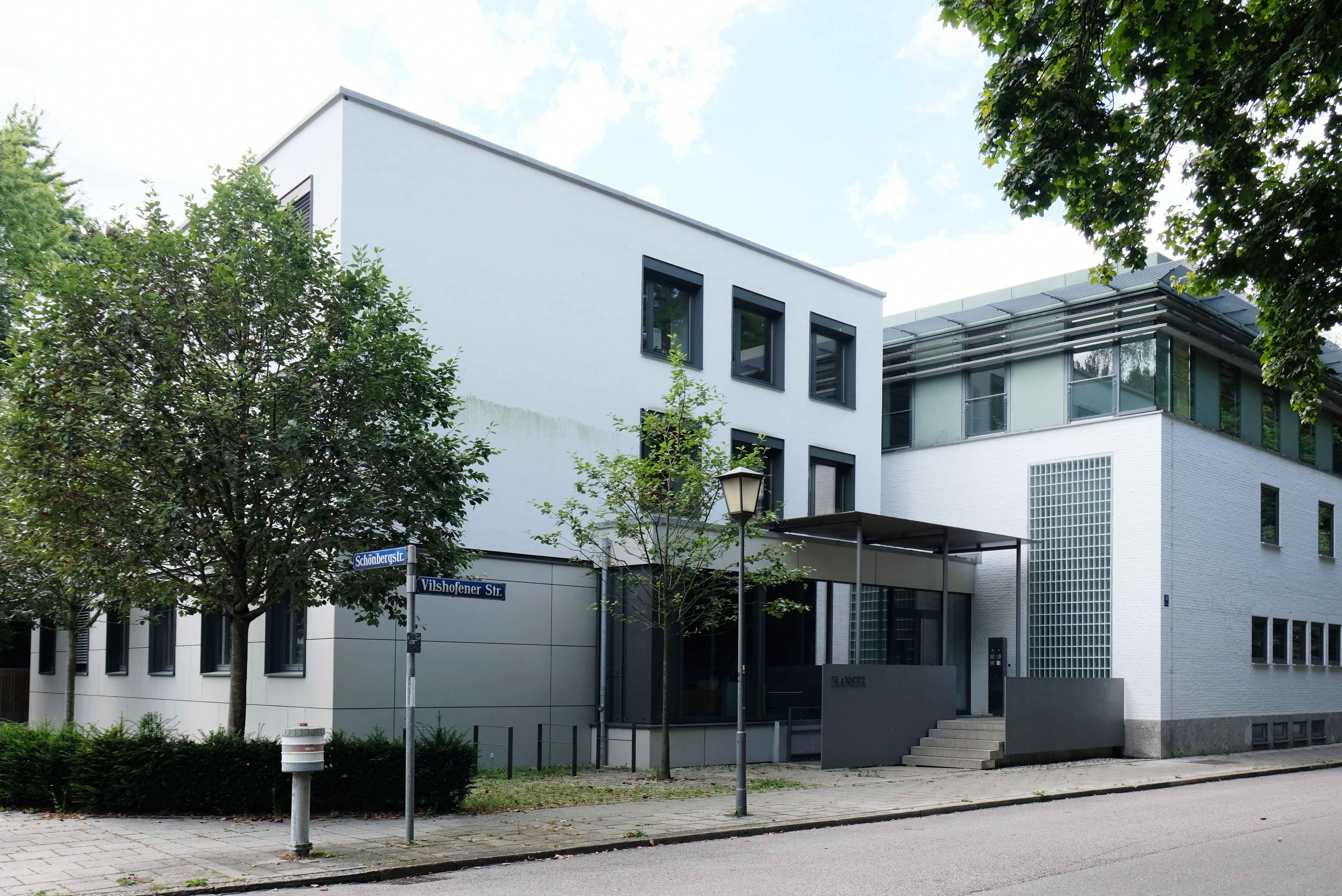
Siedziba wydawnictwa (2020)

Carl Hanser Verlag GmbH & Co. KG – niemieckie wydawnictwo założone w 1928 roku w Monachium przez Carla Hansera, jest jednym z niewielu istniejących wydawnictw niemieckich średniej wielkości, które są w posiadaniu rodziny założycieli.

## Historia
Jeśli chodzi o działalność wydawnictwa, od początku zajmowało się ono publikowaniem książek z zakresu beletrystyki i literatury fachowej. W latach 1933–1946 wstrzymano wydawanie beletrystki. Udział w publikowaniu czasopisma Betriebstechnik i włączenie go w 1933 roku do wydawnictwa, dało podwaliny wydawnictwu specjalistycznemu. Wydawanie czasopism fachowych, których dziś jest 21, jest obok literatury i książek specjalistycznych ważnym elementem działalności wydawnictwa.
Założyciel Carl Hanser w 1976 roku przestał aktywnie kierować wydawnictwem, umarł w 1985 roku. Od 1996 dyrektorem wydawnictwa był Wolfgang Beisler, jeden z wnuków Carla Hansera. Michael Krüger zarządzał wydawnictwem do 2013 roku, po nim Jo Lendle.
W 1961 roku wydawnictwo Carl Hanser było jednym z 11 udziałowców-założycieli Deutscher Taschenbuch Verlag (dtv), w 1954 roku było jednym z twórców serii książek Książki dziewiętnastu (Die Bücher der Neunzehn). Wspólne przedsięwzięcie wydawnictw zostało założone w 1993 w Cincinnati w stanie Ohio pod nazwą Hanser, Gardner Publikacje, SA (Hanser Gardner Publications, Inc.). W tym samym roku wydawnictwo rozszerzyło swoją działalność o literaturę dziecięcą i młodzieżową. W 1995 roku wydawnictwo Hanser przejęło wydawnictwa: Fachbuchverlag Leipzig i Sanssouci Verlag. Od 1999 roku ukazywały się książki dla dzieci i młodzieży Hansera pod nazwą Seria Hansera (Reihe Hanser) oraz jako książeczki kieszonkowe w niemieckim wydawnictwie kieszonkowym dtv. Carl Hanser było wydawnictwem, które wcześnie zajęło się wydawaniem audiobooków, w 1993 roku wydawnictwo było współzałożycielem Wydawnictwa Audiobooków (DHV – Der Hörverlag).
W 2010 roku wydawnictwo było jednym z niewielu w Niemczech, które nie należało do żadnego większego koncernu. W siedzibie w Monachium i Lipsku było zatrudnionych około 200 osób, obrót wynosił około 50 milionów euro. Spółkami zależnymi wydawnictwa są (stan – 2010) wydawnictwo Paul Zsolnay z Wiednia, nabyte w 1996 roku, wydawnictwo Deuticke, nabyte w 2004, wydawnictwo Nagel & Kimche z Zurychu, przejęte w 1999 roku, wydawnictwo Sanssouci oraz Hanser Publikacje (Cincinnati/USA). Wydawnictwo posiada również udziały w DHV i dtv. Od listopada 2010 roku do Grupy-Hanser należą również: Heinrich Publikationen GmbH z siedzibą w Gilching koło Monachium, wydawnictwo, zajmujące się publikacją czasopism fachowych o tematyce technicznej, mające czytelników głównie w przemyśle wytwórczym oraz w takich dziedzinach jak: budowa maszyn, obróbka metalu, elektrotechnika, logistyka wewnątrzzakładowa i gospodarka energetyczna.
W 2011 powstała zależna firma Hanser Berlin, która rozpoczęła działalność w 2012 roku wraz z programem jesiennym. Lektor Elisabeth Ruge była początkowo prezesem przedsiębiorstwa. W 2013 roku zrezygnowała ze stanowiska, po niej kierownictwo nad Hanser Berlin przejął Karsten Kredel.
Według badania rynku wydawniczego przeprowadzonego w 2010 roku przez magazyn Cicero wydawnictwo Hanser z takimi autorami jak Herta Müller, Martin Mosebach, Reinhard Jirgl i David Grossman było najważniejszym wydawnictwem dla niemieckiej literatury w 2010 roku. Literatura dziecięca i młodzieżowa wydawana u Hansera była dziełem kilku znaczących autorów, takich np. jak David Almond, John Green, Finn-Ole Heinrich, Janne Teller, Peter Pohl i Rafik Schami. W 2012 podczas Frankfurckich Targów Książki (Frankfurter Buchmesse) wydawnictwo za swoją działalność otrzymało nagrodę Virenschleuder (Virenschleuder-Preis). Wydawnictwo Fachowe Hanser (Hanser Fachbuch) zajmuje się publikacją fachowych i popularnonaukowych książek z zakresu m.in.: tematyki związanej z komputerami, z zakresu techniki, gospodarki. Jeśli chodzi o tematykę komputerową wydawane są m.in. publikacje na temat programowania, rozwoju Software, zarządzania IT, marketingu online, których adresatem są eksperci i zwykli użytkownicy. W ramach Hanser Update autorzy książek związanych z komputerami piszą blog, zamieszczają tam newsy i fachowe artykuły na temat IT.
Wydawnictwo Hanser ma aktualnie ponad 3400 dostępnych tytułów. W części fachowej eksportuje się za granicę jedną czwartą książek i czasopism. Wydawnictwo zostało sześciokrotnie wybrane przez czytelników czasopisma branżowego wydawnictwem roku.